# Argia limitata
Argia limitata е вид водно конче от семейство Coenagrionidae.

## Разпространение
Видът е разпространен в Перу.